# 크리미안 콩고 출혈열
크리미안 콩고 출혈열(Crimean–Congo hemorrhagic fever; CCHF)은 1844년 크림전쟁에 참전했던 러시아 군인들 사이에서 처음 나타난 바이러스성 출혈열의 일종이다. 증상으로는 발열, 근육통, 두통, 구토, 설사, 점상출혈 등이 발생한다. 바이러스에 노출된 후 2주 내로 발병한다. 합병증으로 간부전이 생길 수도 있다. 처음에 생존한다면 발병 후 2주 후에 점차 회복된다.
크리미안 콩고 출혈열 바이러스는 진드기에 의해 물리거나 감염된 가축과 접촉함으로써 전염된다. 따라서 농부나 도축장 근로자들이 이 질병에 감염되기 쉽다. 체액에 의해 전파될 수도 있다. 진단은 항체나 바이러스 RNA, 혹은 바이러스 자체를 검출함으로써 이루어진다. 전형적인 바이러스성 출혈열 증상을 보인다.
진드기에 의해 물리지 않도록 조심하면 어느 정도 예방할 수 있다. 백신은 입수하기 힘들다. 주로 지지적 치료를 행하며, 리바비린 역시 도움이 될 수 있다.
아프리카, 발칸반도, 중동, 아시아에서 발생한다. 종종 집단발병이 일어나기도 한다. 2013년에는 이란, 러시아, 터키, 우즈베키스탄에서 50명 이상이 감염되었다. 사망률은 10%에서 40% 사이이다. 1940년대에 처음으로 보고되었다.

## 원인

### 바이러스학
RNA 바이러스의 일종인 크리미안콩고출혈열 바이러스(Crimean-Congo hemorrhagic fever orthonairovirus; CCHFV)가 질병의 원인이된다. 비리온의 직경은 80nm에서 120nm 사이의 값을 가지며, 다형태성 역시 띈다. 비리온 내에는 리보솜이 존재하지 않는다. 각 비리온은 유전체 복사물을 세 개씩 가지고 있다. 바이러스 외피는 5nm 두께의 지질 이중층 한 겹으로 이루어져 있다. 돌출부는 존재하지 않는다. 외피 단백질은 5~10nm정도 튀어나와있다. 200~3000nm 정도의 섬유성 캡시드가 동그랗게 말려있다. 뉴클레오린을 통해 숙주 세포 내로 침입한다.

#### 유전체
소형(S), 중형(M), 대형(L)의 세 부분으로 나뉘는 음성 RNA를 유전체로 보유하고 있다. L 조각은 11~14.4 kb, M 조각은 4.4~6.3 kb, S 조각은 1.7~2.1 kb의 길이를 가진다. L 조각에는 RNA 중합효소가, M 조각에는 당단백질(Gc, Gn)이, S 조각에는 뉴클레오캡시드 단백질이 암호화되어있다. 각 조각은 매년 1.09×10−4, 1.52×10−4, 0.58×10−4개의 염기에 돌연변이가 발생한다.

### 전염

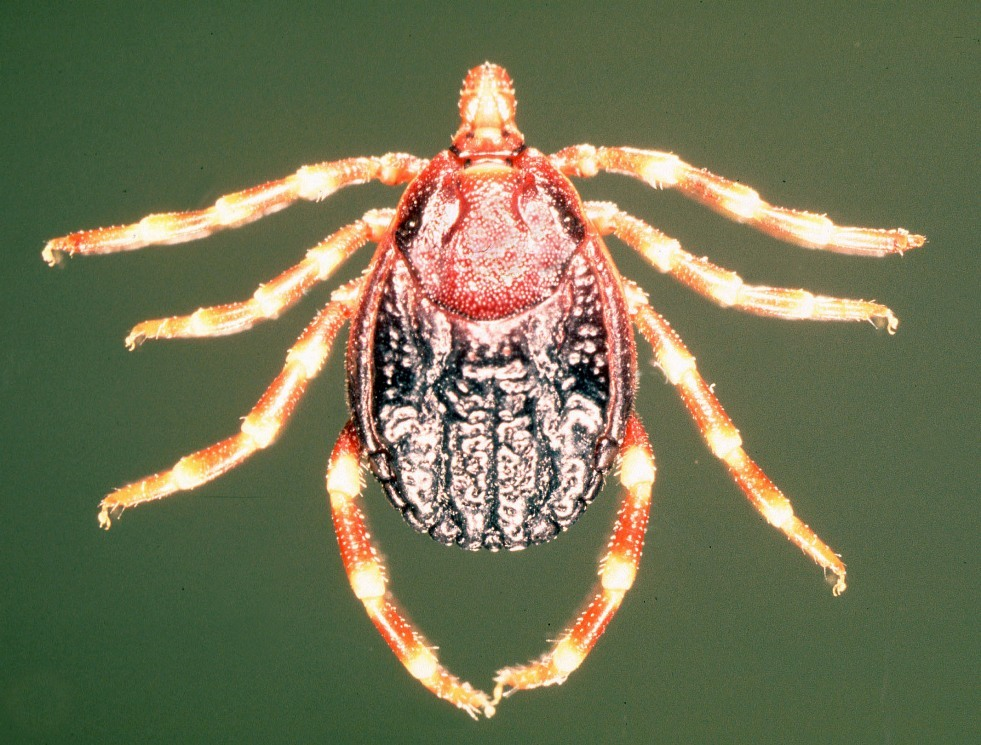
히알로마(Hyalomma) 진드기

진드기가 자연상태의 숙주이자, 사람과 가축에게 질병을 옮기는 매개자가 된다. 바이러스를 옮기는 진드리종으로는 Argas reflexus, Hyalomma anatolicum, Hyalomma detritum, Hyalomma marginatum marginatum, Rhipicephalus sanguineus가 있다. 이란 동남부 지역에서는 피참진드기속(Haemaphysalis)과 히알로마(Hyalomma)에서 최소 31개 종이 이 바이러스를 옮긴다는 사실이 밝혀졌다.
숲멧토끼, 중앙아프리카의 고슴도치, 다유방쥐속 등의 야생동물들이 이 바이러스를 증폭시키는 숙주로 작용한다. 타조를 제외한 조류들은 크리미안 콩고 출혈열에 대한 저항성을 보유하고 있다. 양, 염소, 소 등의 가축들은 혈액에 바이러스를 고농도로 보유할 수 있음에도 불구하고 출혈열이 발생하지는 않은 것으로 밝혀졌다.
히알로마 진드기가 인간을 물 때 비로소 우발적인 감염이 발생한다. 동물 역시 바이러스를 사람에게 전염시킬 수 있으나 보통 질병군중의 하나로 나타난다. 질병군은 보통 감염된 가축, 특히 반추동물이나 타조 등을 도축하거나 섭취할 때 나타난다. 도축장에서 주로 집단발병이 일어나며, 감염된 사람이나 동물의 피에 노출된 사람들에게서도 집단발병이 나타날 수 있다. 오염된 의료시설 등을 통해 사람간 전염이 발생한다.

## 임상적 특징
통상, 매개체(vector)인 진드기에게 물린 후 1~3일, 바이러스에 오염된 혈액이나 조직에 노출되었을 때에는 5~6일간의 잠복기를 거쳐 독감과 유사한 증상이 나타난다. 이 증상은 1주일 내에 사라지지만, 75% 이상의 환자들이 증상 발현 3~5일 후 출혈 경향을 주로 하는 중증으로 발전하게 된다. 기분 변화, 흥분, 혼란, 목의 점상 출혈반이 CCHF로 발전했을 때의 초기 증상이다. 곧이어 비출혈, 혈뇨, 토혈, 혈변 등의 증상이 나타난다. 간부전, 범발성 혈관내 응고(DIC), 신부전이 뒤따를 수도 있다.
보통 증상 발현 9~10일째가 되면 호전되기 시작한다. CCHF의 외출혈 경향은 일반적인 VHF들 중 가장 격렬한 편이다.